# 11819 Millarca
11819 Millarca este o planetă minoră (asteroid) din centura de asteroizi. A fost descoperită pe 2 martie 1981 la Observatorul Siding Spring de Schelte J. Bus și a fost numită după Millarca Valenzuela⁠(d). 
Obiectul prezintă o orbită caracterizată de o semiaxă mare de 3,0110813 UAi, o excentricitate de 0,11, o înclinație de 8,05835 ° în raport cu ecliptica.